# 富貴生命
富貴生命國際有限公司，簡稱富貴生命國際、富貴生命或富貴山莊（英語：NIRVANA ASIA LTD，港交所除牌前為1438.HK），在1990年，由丹斯里鄺漢光（行政總裁），於馬來西亞雪蘭莪州士毛月（總部）成立。
業務在馬來西亞經營墓地、龕位及墓穴設計和建設和殯儀服務。
股份曾在2000年8月23日以「NV Multi Corporation Berhad」名義上市，和2014年12月17日曾於香港交易所主板上市。當時招股價為3至3.38港元，全球發售為6.75億股，而集資額為19.08億至20.36億港元，其中泰康人壽及私募基金View Finder，合共認購6,000萬美元股份。
2016年7月8日，控股公司ASIA MEMORIAL GROUP LIMITED把該公司私有化，定價為3港元，或換取2.100076股控股公司優先股及0.031501股控股公司普通股，另加現金1.37港元，總代價為5,401,170,470.26港元，原因在上市期內過往交易疏落，再加上英國脫歐事件之後前景不明朗。
2016年9月30日，該公司獲開曼群島大法院批准定案，而撤銷上市日期為2016年10月7日。

## 外部連結
- nirvana-asia-ltd.com（页面存档备份，存于）